# Moviment Nacional Socialista de Xile
El Moviment Nacional Socialista de Xile (MNS o MNSX), anomenat també Partit Nacista, va ser un partit polític nazi i de tendències feixistes existent en aquest país entre 1932 i 1939. Va ser fundat el 5 d'abril de 1932 per l'advocat Jorge González von Marées (el seu portaveu), el sociòleg i economista Carlos Keller (ideòleg principal) i el militar retirat Francisco Javier Díaz.
A les eleccions parlamentàries de 1937, va obtenir tres diputats. El 1938 l'MNS, juntament amb altres agrupacions forma l'Aliança Popular per a la Llibertat (Alianza Popular Libertadora, APL), i dona suport a la candidatura de Carlos Ibáñez del Campo. Al començament de 1939, l'MNS, es va reestructurar i esquerdar i va prendre el nom de l'Avantguarda Popular Socialista (Vanguardia Popular Socialista, VPS).

## Història

### Inicis

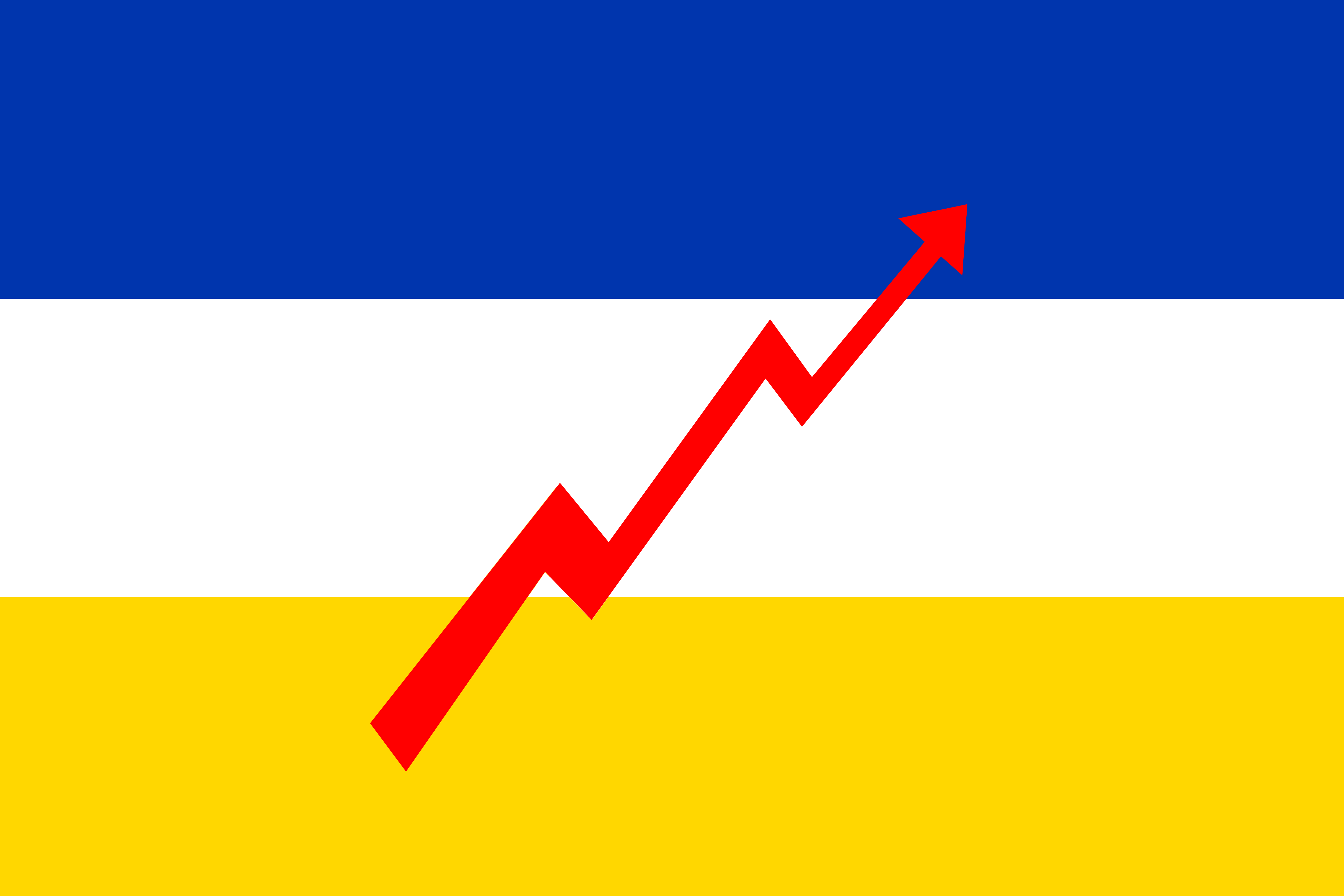
Bandera de l'MNS fins a 1938, basat en la bandera de la Patria Vieja.

El moviment va començar a gestar-se el març de 1932, quan Francisco Javier Díaz Valderrama, un militar retirat i exinspector General de l'Exèrcit, va convidar a casa seva l'economista, sociòleg i historiador Carlos Keller, autor del text controvertit L'eterna crisi xilena, on va evidenciar les conseqüències socials, polítiques, econòmiques i morals que travessava la societat xilena després de la crisi econòmica mundial produïda el 1929. A casa de Díaz també hi havia l'advocat Jorge González von Marées, que aquell dia feia trenta-dos anys. Díaz sabia que González estava molt interessat en emprendre accions polítiques, i li va mostrar una còpia traduïda a l'espanyol per ell mateix del programa del Partit Nacional Socialista Obrer Alemany (NSDAP) d'Adolf Hitler, que estava interessat a aplicar en un partit nacional socialista xilè. Va ser a partir d'aquesta reunió entre Keller, González i Díaz que va sorgir la idea de fundar l'MNS, la iniciativa del qual va ser Díaz el principal impulsor, mentre que Keller i González es van convertir en els seus líders principals.
El Moviment Nacional Socialista de Xile va ser fundat oficialment el 5 d'abril de 1932, en una reunió realitzada a l'estudi professional de González von Marées situat al carrer Agustinas, n. 1225, a Santiago de Xile. El partit estava format per Maurici Mena, Carlos Keller, Fernando Calvo Larraín, Luis Felipe Lazo, Juan de Dios Valenzuela, Gustavo Vargas Molinare i presidit per Jorge González. En aquest moment també es va aprovar el primer programa polític creat per Keller.
Inicialment, els membres de l'MNS, coneguts com a nacistes, van tenir enfrontaments amb membres de corrents polítics contraris, tant de la dreta conservadora i liberal com de grups marxistes i estalinistes. Per aquest motiu van crear el 1933 les Tropes Nacistes d'Assalt (TNA), inspirades en les Sturmabteilung («secció d'assalt») o SA de l'Alemanya nazi, la tasca fonamental de les quals va ser la protecció i dissuasió de les forces atacants. Quatre dels seus militants van morir en violents enfrontaments de carrer.

### Organització
L'MNS, igual que els moviments feixistes europeus, es va caracteritzar per una estructura organitzacional jeràrquica forta i militaritzada. Va tenir com a premissa principal l'ordre i la disciplina; en aquest sentit, l'autoritat màxima del grup era el «cap», l'encarregat de reglamentar les orientacions polítiques, socials i econòmiques del moviment, a més en marcava el rumb ideològic i pràctic.
També hi havia un Consell Nacista (CN), consultiu del cap, integrat per deu membres elegits per ell. Un altre estament era el Comitè Directiu (CD), format pels directors dels sis departaments. Els departaments eren:
- Departament de Preparació (PR): s'ocupava dels fonaments de la doctrina nacista i la seva divulgació per mitjà de fullets, conferències i llibres. També s'encarregava de dirigir la Biblioteca Nacista.
- Departament de Províncies (P): dirigia els diferents nuclis nacistes del país. La seva funció consistia a uniformar l'organització nacista a les províncies, havia d'organitzar i dirigir un Servei d'Agents Secrets per obtenir dades confidencials al llarg de tot el país.
- Departament de Propaganda (PRO): havia de dur a terme totes les activitats que es relacionaven amb la difusió de l'MNS: fulletons, conferències, esdeveniments, etc.
- Departament Administratiu (A): organitzava el Servei de Tresoreria del moviment. A més, vigilava l'administració dels locals nacistes i els serveis que gestionaven recursos econòmics.
- Departament de les Tropes Nacistes d'Assalt (TNA): organitzava les accions del grup de xoc. El director del departament tenia el grau de General de Brigada i era l'encarregat de les TNA al llarg de tot Xile.
- Departament de la Joventut Nacista (JNS): reunia tots els joves d'entre catorze a divuit anys que no complien els requisits, per raons d'edat, per ser membres actius de l'MNS.

### Símbols i uniforme
La bandera utilitzada per l'MNS era la bandera xilena de la Patria Vieja, en honor als líders de la independència xilena. L'emblema del partit consistia en un braç musculós sobre un fons tricolor, que alhora es trobava sobre un dibuix que representava el cel amb una estrella solitària, la serralada i el mar. L'uniforme dels militants, estava format per una camisa gris fosc, a la qual s'afegia una corbata i un barret militar del mateix color. D'aquest últim, en penjava una insígnia, on es distingia el braç musculós del treballador. Aquesta indumentària, era complementada amb una corretja de color cafè fosc, el cinturó del qual presentava una sivella de forma circular, el centre del qual contenia un llamp similar al de la bandera de l'organització.

### Propaganda i mitjans de difusió
En defensa i difusió de la línia programàtica, el partit va publicar una pàgina cada dimarts i dissabte al diari de la tarda El Imparcial. Més endavant va publicar un diari propi que es va titular Trabajo (1933) i la revista Acción Chilena (1934), dirigida per Keller. Va tenir una ràdio oficial, que es va anomenar Radio Difusión Santa Lucía.

### Participació en eleccions i influència

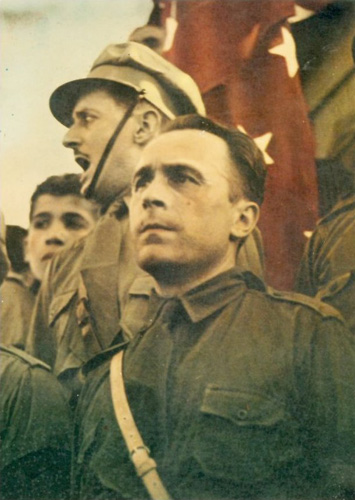
Jorge González von Marées, cap del moviment (c. 1939)

Poc després de ser fundat, el grup va aconseguir penetrar en sindicats, a més de grups de les classes mitjana i alta de Xile. El 1935 ja tenia més de 20.000 militants al llarg del país, principalment en les grans ciutats i al sud de Xile, i tenia una presència important en les federacions estudiantils universitàries on va acabar arribant, fins i tot, a ocupar la presidència de la FECH. Així mateix, l'MNS va trobar inicialment el suport de la comunitat alemanya resident a Xile i entre els descendents d'alemanys. Tanmateix, aquest vincle anirà dissipant-se en la mesura que el partit transita cap a posicions ideològiques pròpies del nacionalisme xilè, fins al punt de qüestionar la no assimilació de les colònies dins de la nacionalitat xilena.
Va participar sense èxit a les eleccions parlamentàries de 1932 i a les eleccions municipals de 1935. En les eleccions parlamentàries de 1937 va aconseguir elegir tres diputats: Jorge González von Marées per Santiago, Fernando Guarello Fitz-Henry per Valparaíso i Gustavo Vargas Molinare per Temuco. Per contra, Carlos Keller va ser derrotat a Osorno. Van obtenir en total 14.564 vots a escala nacional.
Tot i el rebuig que van generar al Congrés Nacional i a l'expulsió de González, els nacistes van participar activament en alguns projectes de llei com la creació del que seria la Corporació de Foment de la Producció (Corfo), un impost extraordinari a les empreses nord-americanes encarregades d'extreure coure a Xile, el dret per al vot femení, la suspensió del pagament del deute extern i la creació de la zona econòmica exclusiva a l'oceà Pacífic.
L'MNS va obtenir vint-i-nou regidors a les eleccions municipals de 1938. Aquest mateix any, i juntament amb altres agrupacions, l'MNS va formar l'Aliança Popular per a la Llibertat (Aliança Popular Libertadora, APL), liderada pel general Carlos Ibáñez del Campo, que es va convertir en el candidat presidencial a les eleccions de 1938. El 4 de setembre d'aquest any es va realitzar La marxa de la victòria, una de les concentracions de persones més grans de l'època que va reunir al voltant de 100.000 persones.

### La Matança del Seguro Obrero i gir al socialisme

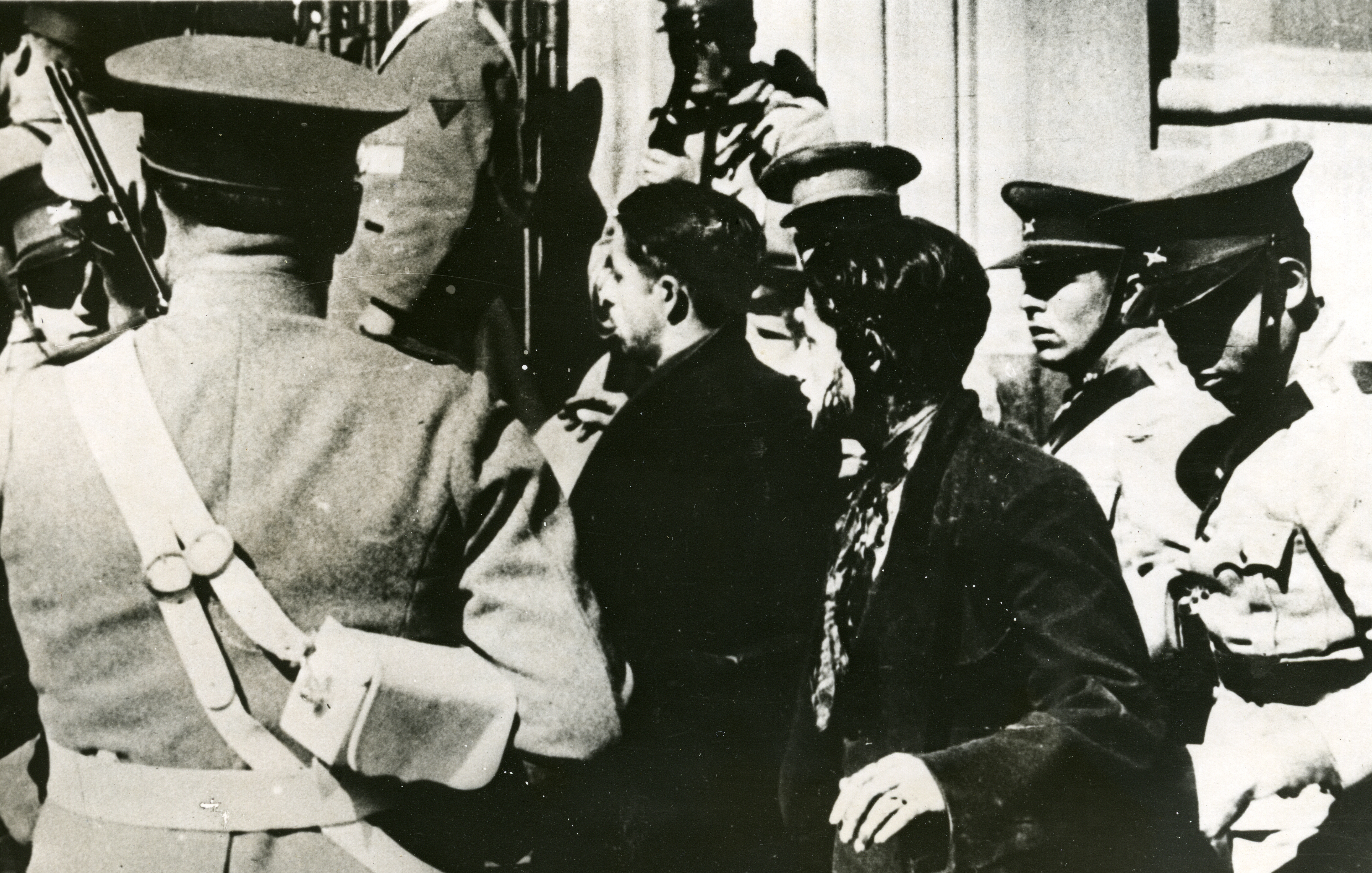
Membres de l'MNS portats per Carrabiners a l'edifici de Seguro Obrero, on van ser assassinats (5 de setembre de 1938).

L'endemà de La marxa de la victòria, el 5 de setembre de 1938, prop de seixanta joves armats de l'MNS van prendre la Caixa del Seguro Obrero i la Casa Central de la Universitat de Xile per pressionar amb un cop d'estat que enderrocaria el president del moment Arturo Alessandri Palma i imposés el general Ibáñez al poder. El cop va ser frustrat i els nacistes van deposar les armes sota la promesa que es respectarien les seves vides; no obstant això, van ser afusellats. El fet va provocar una commoció pública i González es va entregar a carrabiners reconeixent, mitjançant una carta, l'autoria dels fets:
| « | Als membres del Moviment Nacional-socialista, que amb tant fervor i abnegació em van seguir incondicionalment durant diversos anys i que amb estoïcisme exemplar van afrontar la lluita covard i ruin amb què els nostres adversaris van pretendre aniquilar-nos, els expresso la meva més profunda gratitud per la fe i la confiança mai desmentides que van saber demostrar-me, i si avui se senten ells defraudats per la meva actuació, els prego creguin que sóc sincer en dir-los que en tot moment vaig fer allò humanament possible per mantenir incòlums els nostres ideals i conduir-los al triomf. | » |
| — Fragment de carta escrita per Jorge González von Marées (El Diario Ilustrado, Santiago de Xile, 08-09-1938). | |   |

González va ser detingut i el fet va provocar la denúncia per part de l'opinió pública, que va culpar el govern i el president Alessandri de la massacre. Els membres de l'Aliança Popular per a la Llibertat van decidir treure de la candidatura a Ibáñez i, com a revenja contra el govern, van donar suport el candidat rival Pedro Aguirre Cerda, del Front Popular (FP), que va vèncer l'oficialista Gustavo Ross Santa María per un estret marge, atribuït generalment als vots nacistes.
El gener de 1939, el Moviment Nacional Socialista de Xile va passar a anomenar-se Avantguarda Popular Socialista (Vanguardia Popular Socialista, VPS). No obstant això, el canvi va provocar que la gran majoria dels militants abandonessin el partit producte de la seva esquerranització, que implicava la traïció als seus principis fonamentals, fet que, unit al declivi del nacisme xilè, erròniament homologat al nazisme alemany després del començament de la Segona Guerra Mundial, va provocar la dissolució del VPS el 1942. A més, també es va desprendre del moviment un segon grup, el Partit Nacional Feixista (PNF), dirigit per Raúl Olivares i Osvaldo Gatica.
Una petita facció de l'MNS, sota el lideratge de Carlos Keller, es va mantenir en actiu fins a 1941.

## Ideologia

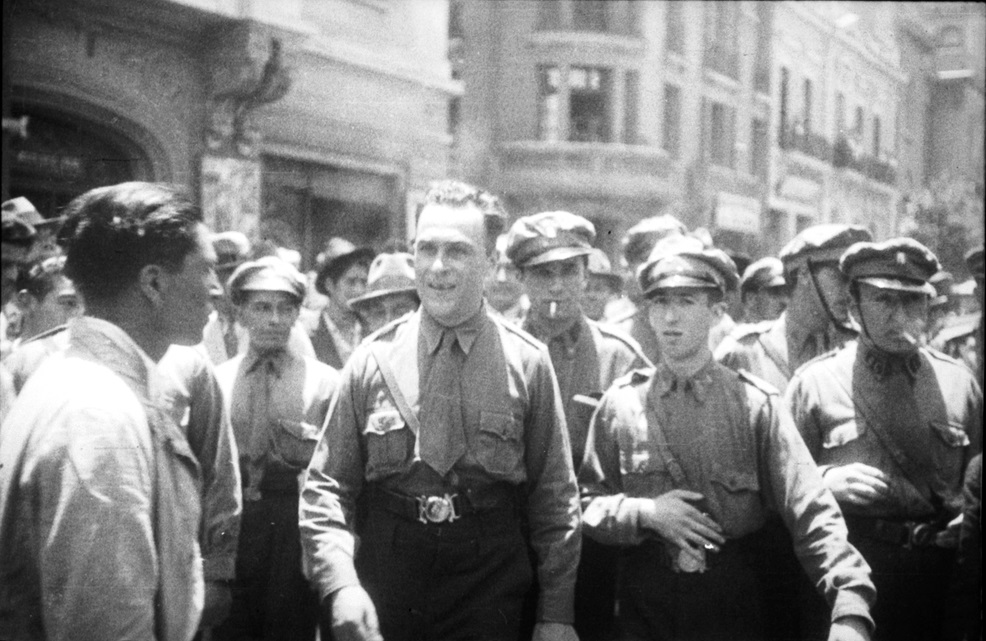
Jorge González Von Marées (al centre) amb membres de l'Avanguarda Popular Socialista (1940)

La seva ideologia es basava en les doctrines nacional-corporativistes del NSDAP alemany —amb la diferència de no acceptar el racisme propi de les idees d'Adolf Hitler, ja que per a Jorge González von Marées era l'«equivalent materialista de la lluita de classes impulsada pel marxisme i el consumisme capitalista»—, el feixisme italià i la concepció ideològica portaliana.
Als seus inicis, el partit va mostrar una actitud germanòfila i va ser fortament influït per les ideologies del nacionalsocialisme alemany, posant èmfasi en l'antisemitisme. Això es va evidenciar a la premsa del moviment —que va ser subvencionada amb publicitat d'empreses alemanyes i descendents d'alemanys assentats a Xile—, que es va alinear amb l'Alemanya nazi i va recolzar les polítiques racistes i antisemites d'Adolf Hitler. Tot i això, i a diferència del nazisme alemany, l'antisemitisme no va ser una ideologia dominant dins del discurs de l'MNS. Posteriorment, aquestes idees racistes i antisemites van ser eliminades per González. Segons Carlos Keller, l'MNS estava originalment interessat a aplicar el programa original del NSDAP, que va ser traduït a l'espanyol per Francisco Javier Díaz, un dels cofundadors de l'MNS. El Völkischer Beobachter, el diari del NSDAP, fins i tot va arribar a elogiar Díaz, destacant els seus llaços personals i professionals amb Alemanya i la seva dedicació per establir la ideologia nacionalsocialista a Xile. L'MNS va entaular relacions estretes amb Alemanya i fins i tot va rebre suport financer i armamentístic per part del govern alemany.
Oposat al marxisme i al capitalisme transnacional, l'MNS considerava el treball com a valor fonamental de l'ésser humà. El partit també es va definir com anti liberal, antiparlamentarista, antiimperialista, i socialista no marxista. Advocava per la formació d'un estat basat en l'unipartidisme, l'autoritarisme, l'ordre, la jerarquia i la justícia social, i per la unió de les classes socials en comptes de la lluita de classes. El partit advocava per l'expulsió dels comunistes i estrangers del país. Pel que fa als valors del partit, com el rol de gènere, l'MNS va defensar posicions conservadores. Per exemple, l'MNS va definir el rol de la dona basat en el seu destí biològic de ser esposes i mares. Cal destacar que l'MNS va comptar amb una quantitat considerable de dones entre les seves files, mentre que estava liderat per homes.
| «                                                                                    | No és correcte situar-lo sense més ni més al camp dels partits de dreta. De moment, els seus contemporanis no ho consideraven com a tal, i aquest mateix es definia com d'esquerra […] Rebutjaven el capitalisme i el comunisme; es definien com a socialistes —perquè li atorgaven primacia a l'Estat per sobre l'individu—, com a nacionalistes i com a corporativistes, ja que aspiraven a reemplaçar els partits polítics per corporacions que estarien sota la tuïció d'un Estat poderós. | » |
| — Sofía Correa, Con las riendas del poder: La derecha chilena en el siglo XX, p. 59. | |   |

No obstant això, el març del 1938, González es va distanciar del feixisme, va desacreditar les polítiques de l'Alemanya nazi i va atacar tant la comunitat alemanya resident a Xile com els xilens d'origen alemany. A més, González es va tornar contrari al nacionalsocialisme, qualificant la seva presència a Xile com una «penetració de pensaments hitleristes a les colònies alemanyes a Sud-amèrica»; de fet, membres descendents d'alemanys del moviment van ser-ne expulsats a causa de la seva identificació amb el nacionalsocialisme alemany.
| «                           | Aquesta situació s'ha agreujat des de fa 5 anys a causa de la propaganda hitlerista i de l'extensió d'organitzacions hitleristes als nostres països. | » |
| — Jorge González von Marées | |   |

González també va declarar que havia estat un error de la seva part anomenar el seu moviment «nacional socialista», i el partit va declarar que el nom havia estat escollit com un intent d'aprofitar l'èxit que el nacionalsocialisme tenia aleshores a Europa. González, que inicialment s'havia declarat antisemita, es va allunyar d'aquesta ideologia. L'NSDAP/AO, organització internacional del NSDAP alemany, va abandonar el contacte inicial que havia establert amb l'MNS i va criticar el partit pel seu poc compromís amb l'antisemitisme. Aquest allunyament del feixisme i del nacionalsocialisme per part de González va desembocar en 1939 en la creació de l'Avantguarda Popular Socialista (Vanguardia Popular Socialista, VPS), que el mateix González va definir com un col·lectiu antifeixista.
Tot i aquest gir ideològic, alguns nacis, com Miguel Serrano, van continuar donant suport a les idees d'Adolf Hitler. Posteriorment, els antics membres de l'MNS que van seguir identificant-se amb el feixisme es van aglutinar al Partit Nacional Feixista (PNF).

## Resultats electorals

### Eleccions municipals
|  | 1,8 % |

|  | 4,63 % |

### Eleccions parlamentàries
|  | 0,29 % |

|  | 3,5 % |

|  | 2,01 % |